# Албания на летней Универсиаде 2013
Албания на летней Универсиаде 2013 года была представлена двумя спортсменами в одном виде спорта. Была завоёвана одна медаль, страна заняла 62-е место в общекомандном зачёте.

## Призёры
| Медаль | Спортсмен  | Вид спорта      | Дисциплина      | Дата    |
| ------ | ---------- | --------------- | --------------- | ------- |
| Бронза | Луиза Гега | Лёгкая атлетика | Женщины, 1500 м | 12 июля |

## Результаты

### Лёгкая атлетика

#### Мужчины
| Дисциплина | Спортсмен  | Квалификационный раунд | Квалификационный раунд | Полуфинал            | Полуфинал            | Финал                | Финал                |
| Дисциплина | Спортсмен  | Результат              | Место                  | Результат            | Место                | Результат            | Итоговое место       |
| ---------- | ---------- | ---------------------- | ---------------------- | -------------------- | -------------------- | -------------------- | -------------------- |
| 800 м      | Нимет Гаши | 1:56.32                | 25                     | Завершил выступление | Завершил выступление | Завершил выступление | Завершил выступление |

#### Женщины
| Дисциплина | Спортсмен  | Квалификационный раунд | Квалификационный раунд | Финал     | Финал          |
| Дисциплина | Спортсмен  | Результат              | Место                  | Результат | Итоговое место |
| ---------- | ---------- | ---------------------- | ---------------------- | --------- | -------------- |
| 1500 м     | Луиза Гега | 4:26.07                | 12                     | 4:08.71   |                |